# Haile Gebrselassie
Haile Gebrselassie (amhàric: ኃይሌ ገብረ ሥላሴ, Haylē Gebre Silassē) (Asella, 18 d'abril de 1973) és un atleta etíop retirat d'1,63 metres i 55 kg, corredor de llarga distància. El seu nom en amhàric significa ‘servidor de Déu’.

## Carrera esportiva
Va guanyar dues medalles d'or olímpiques en la distància de 10.000 metres i quatre Campionats del Món en la mateixa prova. Va guanyar quatre vegades consecutives la Marató de Berlín i tres vegades consecutives la Marató de Dubai. A més, va guanyar quatre títols mundials en pista coberta i va ser Campió del món de mitja marató l'any 2001.
Haile va obtenir importants victòries competint en distàncies entre 1.500 metres i la marató, tant en pista coberta com a l'exterior, en pista, en camp a través, i també en carretera a l'última part de la seva carrera. Va batre 61 Rècords nacionals d'Etiopía, que van des dels 800 metres fins a la marató. Va establir 27 Rècords mundials, i és considerat un dels corredors de distància més llargas de la història.
El setembre del 2008, als 35 anys, va guanyar la Marató de Berlín amb un temps de 2:03:59 (rècord mundial), trencant el seu propi rècord mundial en 27 segons. Aquest rècord es va mantenir durant tres anys.

## Palmarès

### Competicions internacionals
| Representant Etiòpia | Representant Etiòpia                           | Representant Etiòpia     | Representant Etiòpia | Representant Etiòpia    | Representant Etiòpia |
| -------------------- | ---------------------------------------------- | ------------------------ | -------------------- | ----------------------- | -------------------- |
| 1991                 | Campionat del Món de Cros                      | Anvers, Bèlgica          | 8è                   | cursa júnior (8.415 km) | 24:23                |
| 1992                 | Campionat del Món de Cros                      | Boston, Estats Units     | 2n                   | cursa júnior (7.8 km)   | 23:35                |
| 1992                 | Campionat del Món Júnior                       | Seül, Corea del Sud      | 1er                  | 5000m                   | 13:36.06             |
| 1992                 | Campionat del Món Júnior                       | Seül, Corea del Sud      | 1er                  | 10,000m                 | 28:03.99             |
| 1993                 | Campionat del Món de Cros                      | Amorebieta, Espanya      | 7è                   | cursa sènior (11.75 km) | 33:23                |
| 1993                 | Campionat d'Àfrica                             | Durban, Sud-àfrica       | 2n                   | 5.000 metres            | 13:10.41             |
| 1993                 | Campionat d'Àfrica                             | Durban, Sud-àfrica       | 3r                   | 10.000 metres           | 27:30.17             |
| 1993                 | Campionat del Món                              | Stuttgart, Alemanya      | 2n                   | 5.000 metres            | 13:03.17             |
| 1993                 | Campionat del Món                              | Stuttgart, Alemanya      | 1er                  | 10.000 metres           | 27:46.02             |
| 1994                 | Campionat del Món de Cros                      | Budapest, Hongria        | 3r                   | cursa sènior (12.02 km) | 34:32                |
| 1994                 | Campionat del móm de relleus per carretera     | Litochoro, Grècia        | 2n                   | Relleu de marató        | 1:58:51              |
| 1995                 | Campionat del Món de Cros                      | Durham, Anglaterra       | 4t                   | cursa sènior            | 34:26                |
| 1995                 | Campionat del Món                              | Gothenburg, Suècia       | —                    | 5.000 metres            | DNS                  |
| 1995                 | Campionat del Món                              | Gothenburg, Suècia       | 1er                  | 10.000 metres           | 27:12.95             |
| 1996                 | Campionat del Món de Cros                      | Stellenbosch, Sud-àfrica | 5th                  | cursa sènior (12.15 km) | 34:28                |
| 1996                 | Jocs Olímpics                                  | Atlanta, Estats Units    | —                    | 5.000 metres            | DNS                  |
| 1996                 | Jocs Olímpics                                  | Atlanta, Estats Units    | 1er                  | 10.000 metres           | 27:07.34             |
| 1997                 | Campionat del Món d'atletisme en pista coberta | París, França            | 1er                  | 3.000 metres            | 7:34.71              |
| 1997                 | Campionat del Món                              | Atenes, Grècia           | 1er                  | 10.000 metres           | 27:24.58             |
| 1999                 | Campionat del Món d'atletisme en pista coberta | Maebashi, Japó           | 1er                  | 1.500 metres            | 3:33.77              |
| 1999                 | Campionat del Món d'atletisme en pista coberta | Maebashi, Japó           | 1er                  | 3.000 metres            | 7:53.57              |
| 1999                 | Campionat del Món                              | Sevilla, Espanya         | 1er                  | 10.000 metres           | 27:57.27             |
| 2000                 | Jocs Olímpics                                  | Sydney, Austràlia        | 1er                  | 10.000 metres           | 27:18.20             |
| 2001                 | Campionat del Món                              | Edmonton, Canadà         | 3r                   | 10.000 metres           | 27:54.41             |
| 2001                 | Campionat del Món de Mitja marató              | Bristol, Anglaterra      | 1er                  | Mitja marató            | 1:00:03              |
| 2003                 | Campionat del Món d'atletisme en pista coberta | Birmingham, Anglaterra   | 1er                  | 3.000 metres            | 7:40.97              |
| 2003                 | Campionat del Món                              | París, França            | 2n                   | 10.000 metres           | 26:50.77             |
| 2004                 | Jocs Olímpics                                  | Atenes, Grècia           | 5è                   | 10.000 metres           | 27:27.70             |
| 2008                 | Jocs Olímpics                                  | Beijing, Xina            | 6è                   | 10.000 metres           | 27:06.68             |

### Participacions a maratons
| Representant Etiòpia | Representant Etiòpia | Representant Etiòpia       | Representant Etiòpia | Representant Etiòpia |
| -------------------- | -------------------- | -------------------------- | -------------------- | -------------------- |
| 2002                 | Marató de Londres    | Londres, Regne Unit        | 3r                   | 2:06:35              |
| 2005                 | Marató d'Amsterdam   | Amsterdam, Països Baixos   | 1er                  | 2:06:20              |
| 2006                 | Marató de Londres    | Londres, Regne Unit        | 9è                   | 2:09:05              |
| 2006                 | Marató de Berlín     | Berlín, Alemanya           | 1er                  | 2:05:56              |
| 2006                 | Marató de Fukuoka    | Fukuoka, Japó              | 1er                  | 2:06:52              |
| 2007                 | Marató de Londres    | Londres, Regne Unit        | DNF                  | —                    |
| 2007                 | Marató de Berlín     | Berlín, Alemanya           | 1er                  | 2:04:26 WR           |
| 2008                 | Marató de Dubai      | Dubai, Emirats Àrabs Units | 1er                  | 2:04:53              |
| 2008                 | Marató de Berlín     | Berlín, Alemanya           | 1er                  | 2:03:59 WR           |
| 2009                 | Marató de Dubai      | Dubai, Emirats Àrabs Units | 1er                  | 2:05:29              |
| 2009                 | Marató de Berlín     | Berlín, Alemanya           | 1er                  | 2:06:08              |
| 2010                 | Marató de Dubai      | Dubai, Emirats Àrabs Units | 1er                  | 2:06:09              |
| 2010                 | Marató de Nova York  | Nova York, Estats Units    | DNF                  | —                    |
| 2011                 | Marató de Berlín     | Berlín, Alemanya           | DNF                  | —                    |
| 2012                 | Marató de Tòquio     | Tòquio, Japó               | 4t                   | 2:08:17              |
| 2012                 | Marató de Fukuoka    | Fukuoka, Japó              | DNF                  | —                    |

### Circuit de pista i camp
| 1995 | Final Grand Prix | Monte Carlo, Monaco | 10è | 3.000 metres             |                                                 |
| 1998 | Golden League    | Europa              | 1er | Guanyador del Gran Premi | Compartit amb Hicham El Guerrouj i Marion Jones |
| 1998 | Final Grand Prix | Moscú, Rússia       | 1er | 3.000 metres             |                                                 |

## Rècords mundials i millors actuacions
| Distància       | Marca    | Data             | Lloc                               | Notes                                                                               |
| --------------- | -------- | ---------------- | ---------------------------------- | ----------------------------------------------------------------------------------- |
| 5.000 metres    | 12:56.96 | 4 juny 1994      | Hengelo, Països Baixos             |                                                                                     |
| Dues milles     | 8:07.46  | 28 maig 1995     | Kerkrade, Països Baixos            | Tercer millor temps de la història                                                  |
| 10.000 metres   | 26:43.53 | 5 juny 1995      | Hengelo, Països Baixos             |                                                                                     |
| 5000 metres     | 12:44.39 | 16 agost 1995    | Zúric, Suïssa                      |                                                                                     |
| 5000 metres     | 13:10.98 | 27 gener 1996    | Sindelfingen, Alemanya             | Pista coberta                                                                       |
| 3000 metres     | 7:30.72  | 4 febrer 1996    | Stuttgart, Alemanya                | Pista coberta                                                                       |
| 5000 metres     | 12:59.04 | 20 febrer 1997   | Estocolm, Suècia                   | Pista coberta                                                                       |
| Dues milles     | 8:01.08  | 31 maig 1997     | Hengelo, Països Baixos             | Segon millor temps de la història                                                   |
| 10,000 metres   | 26:31.32 | 4 juliol 1997    | Oslo, Noruega                      |                                                                                     |
| 5000 metres     | 12:41.86 | 13 agost 1997    | Zúric, Suïssa                      |                                                                                     |
| 3000 metres     | 7:26.15  | 25 gener 1998    | Karlsruhe, Alemanya                | Pista coberta                                                                       |
| 2000 metres     | 4:52.86  | 15 febrer 1998   | Birmingham, Regne Unit             | Pista coberta                                                                       |
| 10,000 metres   | 26:22.75 | 1 juny 1998      | Hengelo, Països Baixos             |                                                                                     |
| 5000 metres     | 12:39.36 | 13 juny 1998     | Hèlsinki, Finlàndia                |                                                                                     |
| 5000 metres     | 12:50.38 | 14 febrer 1999   | Birmingham, Regne Unit             | Pista coberta                                                                       |
| 10 kilometres   | 27:02    | 11 desembre 2002 | Doha, Qatar                        | Cursa de carretera                                                                  |
| Dues milles     | 8:04.69  | 21 febrer 2003   | Birmingham, Regne Unit             | Pista coberta                                                                       |
| 15 kilometres   | 41:22    | 4 setembre 2005  | Tilburg, Països Baixos             | Cursa de carretera, no ratificada per l' IAAF                                       |
| 10 milles       | 44:24    | 4 setembre 2005  | Tilburg, Països Baixos             | Cursa de carretera                                                                  |
| 20 kilometres   | 55:48    | 15 gener 2006    | Tempe, Arizona, EUA                |                                                                                     |
| Mitja marató    | 58:55    | 15 gener 2006    | Tempe, Arizona, EUA                |                                                                                     |
| 25 kilometres   | 1:11:37  | 12 març 2006     | Alphen aan den Rijn, Països Baixos | Cursa de carretera, no ratificada per l'IAAF Sense prova d'EPO posterior a la cursa |
| Cursa de l'hora | 21,285 m | 27 juny 2007     | Ostrava, República Txeca           |                                                                                     |
| 20,000 metres   | 56:25.98 | 27 juny 2007     | Ostrava, República Txeca           |                                                                                     |
| Marató          | 2:04:26  | 30 setembre 2007 | Berlín, Alemanya                   |                                                                                     |
| Marató          | 2:03:59  | 28 setembre 2008 | Berlín, Alemanya                   |                                                                                     |
| 30 kilometres   | 1:27:49  | 20 setembre 2009 | Berlín, Alemanya                   |                                                                                     |

## Millors marques personals

### Exterior
| Distància       | Temps    | Data          | Lloc                     |
| --------------- | -------- | ------------- | ------------------------ |
| 1.500 metres    | 3:33.73  | 6 juny 1999   | Stuttgart, Alemanya      |
| Una milla       | 3:52.39  | 27 juny 1999  | Gateshead, Anglaterra    |
| 3.000 metres    | 7:25.09  | 28 agost 1998 | Brussel·les, Bèlgica     |
| Dues milles     | 8:01.08  | 31 maig 1997  | Hengelo, Països Baixos   |
| 5.000 metres    | 12:39.36 | 13 juny 1998  | Hèlsinki, Finlàndia      |
| 10.000 metres   | 26:22.75 | 1 juny 1998   | Hengelo, Països Baixos   |
| 20.000 metres   | 56:26.0  | 27 juny 2007  | Ostrava, República Txeca |
| Cursa de l'hora | 21.285 m | 27 juny 2007  | Ostrava, República Txeca |

## Altres distincions
- Premi internacional Jesse Owens de 1998, de l'International Amateur Association.[8]
- Reconegut el 1998 com a atleta de l'any per la IAAF.[9]
- Guardonat amb el premi Marca Leyenda (2005).[10]
- Guardonat amb el Premi Príncep d'Astúries dels Esports (2011).[11]
- Citat com un dels 100 africans més influents per la revista New African el 2011.[12]